# Рузикулов, Равшан Рахматуллоевич
Равшан Рахматуллоевич Рузикулов (узб. Ravshan Raxmatulloyevich Roʻziqulov; р.18 мая 1985) — узбекский борец греко-римского стиля, призёр чемпионата Азии.

## Биография
Родился в 1985 году в Ташкенте. В 2006 году стал серебряным призёром Азиатских игр и бронзовым призёром чемпионата Азии, а на чемпионате мира занял 16-е место. В 2007 году занял 5-е место на Гран-при Германии и 15-е место на чемпионате мира.